# Ely (Nevada)
Ely ist eine im Osten des US-Bundesstaates Nevada gelegene Kleinstadt. Sie ist seit 1887 County Seat des White Pine County. Das U.S. Census Bureau hat bei der Volkszählung 2020 eine Einwohnerzahl von 3.924 ermittelt.

## Geschichte
Vor der Besiedlung durch die Weißen lebten auf dem Gebiet des White Pine County Western-Shoshone-Indianer. Mit Hilfe eines indianischen Führers wurden in der Nähe Elys 1868 die ersten Vorkommen von Kupfer entdeckt. 1878 wurden in Ely die erste kleine Kupferschmelze gebaut und ein Postamt eröffnet. Wer der Namensgeber war, ist unklar: Smith Ely, Präsident einer Minengesellschaft aus Vermont, John Ely, ein Abenteurer und Goldsucher, der verarmt in Montana gestorben sein soll, oder der New Yorker Kongressabgeordnete Ely. 1887 wurde der Verwaltungssitz des White Pine County wegen der günstigen Lage an der Kreuzung zweier Straßen nach Ely verlegt. Seinen Boom erlebte Ely mit dem Anwachsen der Kupferförderung nach 1900: Im Jahr 1902 wurde es zum Sitz der Nevada Consolidated Copper Corporation, 1906 wurde zum Abtransport des Kupfers die Nevada Northern Railway von Cobre nach Ely gebaut. Weil die Bürger Elys dem Bestreben der Bauherren, im Osten Nevadas ein geschäftliches Monopol zu errichten, Widerstand entgegensetzten, erhielt die Stadt nur eine Station aus Holz, der Endbahnhof aus Stein wurde außerhalb gebaut und East Ely genannt. Die Bahn führte bis 1941 auch Personenverkehr und Schulkindertransporte durch. 1907 hatte Ely über 2000 Einwohner, elektrische Straßenbeleuchtung und zwei Tageszeitungen. In der gesamten county waren über 30 Minengesellschaften tätig.
In der Folgezeit hing das Schicksal der Stadt in hohem Maße am Auf und Ab auf dem Kupfermarkt. 1958 wurde die Nevada Consolidated von der Kennecott Corporation aufgekauft, die bis 1980 in der Umgebung Elys Kupfer förderte. Nach der Übernahme durch wechselnde Unternehmen wurde schließlich die Kupferförderung 1999 aufgegeben und der Eisenbahnverkehr auf der Nevada Northern Railroad eingestellt. 400 Menschen verloren ihre Arbeitsplätze. Der größte Arbeitgeber Elys ist seitdem das am Ort befindliche Gefängnis Ely State Prison. Mit der seit 2005 ansteigenden Nachfrage nach Kupfer macht man sich in Ely jedoch Hoffnung auf einen neuen Boom.
Eine Attraktion der Stadt ist ihr Eisenbahnmuseum; zwischen Ely und der früheren Bergwerksstadt Ruth finden Museumseisenbahnfahrten mit historischen Diesel- und Dampflokomotiven statt.

## Geographie
Ely liegt bei 39° 15′ N, 114° 53′ W in einer Höhe von 1962 m über dem Meeresspiegel am U.S. Highway 50, dessen Teilstück zwischen Ely und Fallon the loneliest road in America genannt wird. In der Nähe Elys liegt der Great-Basin-Nationalpark.
Nach den Angaben des United States Census Bureaus hat Ely eine Gesamtfläche von 18,5 km², die vollständig auf Land entfallen.

## Demographie
Zum Zeitpunkt des United States Census 2000 bewohnten Ely 4041 Personen. Die Bevölkerungsdichte betrug 218,8 Personen pro km². Es gab 2205 Wohneinheiten, durchschnittlich 169,4 pro km². Die Bevölkerung Elys bestand zu 89,14 % aus Weißen, 0,32 % Schwarzen oder African American, 3,12 % Native American, 1,09 % Asian, 0,35 % Pacific Islander, 3,71 % gaben an, anderen Rassen anzugehören und 2,28 % nannten zwei oder mehr Rassen. 12,35 % der Bevölkerung erklärten, Hispanos oder Latinos jeglicher Rasse zu sein.
Die Bewohner Elys verteilten sich auf 1727 Haushalte, von denen in 28,6 % Kinder unter 18 Jahren lebten. 46,4 % der Haushalte stellen Verheiratete, 10,2 % hatten einen weiblichen Haushaltsvorstand ohne Ehemann und 38,3 % bildeten keine Familien. 33,7 % der Haushalte bestanden aus Einzelpersonen und in 13,1 % aller Haushalte lebte jemand im Alter von 65 Jahren oder mehr alleine. Die durchschnittliche Haushaltsgröße betrug 2,30 und die durchschnittliche Familiengröße 2,94 Personen.
Die Stadtbevölkerung verteilte sich auf 25,7 % Minderjährige, 6,3 % 18–24-Jährige, 23,8 % 25–44-Jährige, 27,0 % 45–64-Jährige und 17,2 % im Alter von 65 Jahren oder mehr. Das Durchschnittsalter betrug 41 Jahre. Auf jeweils 100 Frauen entfielen 98,3 Männer. Bei den über 18-Jährigen entfielen auf 100 Frauen 96,0 Männer.
Das mittlere Haushaltseinkommen in Ely betrug 36.408 US-Dollar und das mittlere Familieneinkommen erreichte die Höhe von 42.168 US-Dollar. Das Durchschnittseinkommen der Männer betrug 36.016 US-Dollar, gegenüber 26.597 US-Dollar bei den Frauen. Das Pro-Kopf-Einkommen in Ely war 17.013 US-Dollar. 12,5 % der Bevölkerung und 11,3 % der Familien hatten ein Einkommen unterhalb der Armutsgrenze, davon waren 12 % der Minderjährigen und 9,2 % der Altersgruppe 65 Jahre und mehr betroffen.

## Söhne und Töchter der Stadt
- Pat Nixon (1912–1993), Ehefrau des früheren US-Präsidenten Richard Nixon.

## Prostitution
Prostitution ist im White Pine County unter strengen Auflagen legal, deshalb gab und gibt es in Ely auch Bordelle. In der Straße, in der die Bordelle lagen, wurden bei der weihnachtlichen Schmückung der Stadt rote Laternen aufgehängt. Ein früheres Bordell, das Areline's in East Ely, wurde 1989 in das Nevada State Register of Historic Places aufgenommen.